# Direcció general de Polítiques de Desenvolupament Sostenible
La Direcció general de Polítiques de Desenvolupament Sostenible és un òrgan de gestió de la Secretaria d'Estat de Cooperació Internacional i per a Iberoamèrica i el Carib del Ministeri d'Afers Exteriors, Unió Europea i Cooperació d'Espanya encarregat de la formulació, direcció, execució, seguiment i avaluació de la política de cooperació internacional pel desenvolupament sostenible. Substitueix l'antiga Direcció general per Iberoamèrica.

## Funcions
Les funcions de la Direcció general es regulen en l'article 13 del Reial decret 768/2017:
- L'elaboració del Pla Director i de les Comunicacions Anuals de cooperació internacional.
- L'elaboració i el seguiment de les polítiques i estratègies de desenvolupament, d'acord amb els principis internacionals d'eficàcia de l'ajuda.
- L'impuls de les polítiques de cooperació internacional pel desenvolupament sostenible i la coherència entre aquestes en el conjunt de les Administracions Públiques en el marc de la nova Agenda 2030 per al Desenvolupament Sostenible, sense perjudici de les competències corresponents a altres Departaments ministerials.
- La participació, en col·laboració amb els òrgans de l'Administració General de l'Estat que tinguin atribuïdes competències en aquesta matèria, en l'elaboració de la política de cooperació per al desenvolupament de la Unió Europea.
- La participació, en col·laboració amb els òrgans de l'Administració General de l'Estat que tinguin atribuïdes competències en aquesta matèria, en l'elaboració, coordinació i seguiment de la política espanyola en les organitzacions i iniciatives multilaterals de desenvolupament, en particular del sistema de Nacions Unides, de la Unió Europea, de l'Organització per a la Cooperació i el Desenvolupament Econòmic (OCDE), del G20, de la Secretaria General Iberoamericana i de l'Organització d'Estats Americans.
- El desenvolupament de les labors de còmput i seguiment de l'ajuda oficial al desenvolupament espanyola, així com la comunicació de les dades al Comitè d'Ajuda al Desenvolupament (CAD) de l'OCDE.
- La relació amb els òrgans consultius i de coordinació de la cooperació espanyola (Consell de Cooperació, Comissió Interterritorial i Comissió Interministerial), així com l'execució i seguiment de les qüestions en ells acordades; la rendició de comptes de les activitats i resultats de cooperació espanyola a les Corts Generals i a la societat espanyola; i el desenvolupament de la política de comunicació en aquest àmbit.
- L'impuls de l'educació, la investigació i els estudis sobre i per al desenvolupament i la coordinació d'actors en l'àmbit de la cooperació per al desenvolupament.
- L'anàlisi i contribució a l'elaboració de les propostes de finançament als organismes multilaterals de desenvolupament, en coordinació amb altres unitats del Departament, amb l'Agència Espanyola de Cooperació Internacional per al Desenvolupament i amb altres Departaments ministerials amb competències en aquesta matèria.
- La participació en els fòrums internacionals, entre altres sobre l'eficàcia i qualitat de l'ajuda al desenvolupament com el CAD de l'OCDE i l'Aliança Global per a una Cooperació al Desenvolupament Eficaç.
- La programació, coordinació i seguiment de l'avaluació de les estratègies, instruments, intervencions, programes i projectes de cooperació internacional; l'emissió de recomanacions per a la millora de les intervencions, la gestió del coneixement i la publicació dels informes d'avaluació; l'enfortiment del sistema d'avaluació de la cooperació espanyola i el foment de la cultura d'avaluació entre els actors del sistema; i la participació en les xarxes internacionals d'avaluació de polítiques de desenvolupament, en particular la xarxa d'avaluació del CAD.

## Estructura
De la Direcció general depenen els següents òrgans:
- Subdirecció General de Planificació, Coherència de Polítiques i Avaluació.
- Subdirecció General de Polítiques de Desenvolupament Multilateral i Europees.
- Divisió d'Avaluació de Polítiques per al Desenvolupament i Gestió del Coneixement.

## Directors generals
- Cristina Pérez Gutiérrez (2017-)[2]